# Ezequiel Rodríguez (actor)
Ezequiel Agustín Rodríguez (Buenos Aires, 11 de abril de 1977) es un actor argentino. Se dio a conocer en la década de los noventa por sus papeles en las telenovelas Gerente de familia (1993-1995) y Verano del 98 (1998-1999). De 2012 a 2015, fue parte del reparto de la telenovela infantojuvenil Violetta de Disney Channel Latinoamérica.
En su carrera cinematográfica, protagonizó el drama carretero El camino (2000), el drama El pozo (2012) y la cinta de terror Cuando acecha la maldad (2023).

## Biografía
Rodríguez nació el 11 de abril de 1977 en Buenos Aires, pero vivió y se crio en Valentín Alsina (Lanús). En su juventud, mientras trabajaba en la serie Gerente de familia, estudió actuación en el Conservatorio Nacional de Arte Dramático y tomó clases de teatro con Julio Chávez, Javier Daulte, Alejandro Maci y Julio Bocca.

## Carrera profesional
A los 7 años, Rodríguez inició su carrera en el mundo de la publicidad. Sus primeros trabajos como actor fueron en los programas humorísticos Calabromas y De carne somos en 1988. Poco después, debutó en cine, apareciendo en las películas Las puertitas del Sr. López (1988) y Tres alegres fugitivos (1988). Luego, continuó con pequeñas apariciones en televisión, que incluyeron participaciones en Hombres de ley (1989), Súper clan (1990), El gordo y el flaco (1991) y ¡Grande, pa! (1992).
Aunque no fue hasta en 1993 cuando Ezequiel obtuvo su primer gran papel en la serie de televisión Gerente de familia emitida por Canal 13, en la cual interpretó a Lucas. Después, realizó apariciones en Montaña rusa (1996), Los hermanos Pérez Conde (1997) y Las chicas de enfrente (1998). Más tarde, ganó mayor exposición por su papel de Damián Guzmán en la telenovela juvenil Verano del 98 creada por Cris Morena y emitida por Telefe, en donde estuvo por dos temporadas. Seguidamente, protagonizó la película  El camino (2000), un drama carretero en el que personificó a Manuel. Ese mismo año, formó parte del elenco de la telenovela Luna salvaje en el papel de Alejo Aguilar. 
Más tarde, Ezequiel actuó en las telenovelas PH, propiedad horizontal (2001), Costumbres argentinas (2003), Los pensionados (2004), Conflictos en red (2005) y Mujeres de nadie (2007). Su carrera tuvo un resurgimiento en 2012 cuando interpretó a Pablo Galindo en la telenovela infantojuvenil Violetta de Disney Channel, que tuvo altos niveles de audiencia y se convirtió en un fenómeno televisivo. Durante ese tiempo, Rodríguez integró el elenco principal de la telenovela Taxxi, amores cruzados (2013-2014), personificando el rol de Benito Gómez, un asistente de publicidad gay.
Luego de la finalización de Violetta en 2015, Ezequiel realizó una participación especial en la telenovela Los ricos no piden permiso (2016) televisada por El trece. Después, Disney convocó nuevamente a Rodríguez para formar parte del elenco adulto de la telenovela Soy Luna (2016-2018), en donde interpretó a Ricardo Simonetti. En 2017, Ezequiel formó parte de la tira diaria Las Estrellas de El trece, en la cual jugó el papel de Sebastián Le Brun, un hombre que mantiene un romance con Carla (Natalie Pérez). En 2018, apareció en las películas 27: El club de los malditos, El padre de mis hijos y La flor.
En 2019, Rodríguez protagonizó la obra teatral El corazón del mundo en el Espacio Callejón junto a Lautaro Delgado y William Prociuk por tres temporadas. En 2022, coprotagonizó la película de terror sobrenatural Legiones dirigida por Fabián Forte y encarnó el papel de Roberto Dalaras en la serie de misterio Tierra incógnita de Disney+. En 2023, Rodríguez protagonizó la cinta de terror Cuando acecha la maldad dirigida por Demián Rugna, con la cual adquirió notoriedad debido a su éxito en taquilla y en los comentarios de la crítica. En la película interpreta a Pedro, un trabajador de campo que descubre un cuerpo en descomposición que esconde una amenaza maligna.

## Filmografía

### Cine
| Año  | Título                      | Papel            | Notas                                    |
| ---- | --------------------------- | ---------------- | ---------------------------------------- |
| 1988 | Las puertitas del Sr. López |                  |                                          |
| 1988 | Tres alegres fugitivos      |                  |                                          |
| 1996 | Veredicto final             | Agresor 2        |                                          |
| 1996 | El mundo contra mí          | Musculoso rapado |                                          |
| 1999 | La edad del sol             | Javier           |                                          |
| 2000 | El camino                   | Manuel           |                                          |
| 2005 | Marisol                     | Ángel            |                                          |
| 2008 | Clarisa ya tiene un muerto  | Juan             | También conocida como A los ojos de Dios |
| 2008 | Pablo y Victoria            |                  | Cortometraje                             |
| 2010 | Tenis                       |                  | Cortometraje                             |
| 2010 | El cubo                     | Marcos           | Cortometraje                             |
| 2010 | Torino                      | Él mismo         | Película documental                      |
| 2012 | El pozo                     | Román            |                                          |
| 2012 | Días de vinilo              | Médico           |                                          |
| 2015 | Cómo ganar enemigos         | Roque            |                                          |
| 2018 | 27: El club de los malditos | Delivery         |                                          |
| 2018 | El padre de mis hijos       | Mariano          |                                          |
| 2018 | La flor                     | Operador         |                                          |
| 2022 | Axiomas                     | Gerardo          |                                          |
| 2022 | Legiones                    | Marcelo Warren   |                                          |
| 2023 | Juego de brujas             | Leonel Arrieda   |                                          |
| 2023 | Cuando acecha la maldad     | Pedro Yazurlo    |                                          |
| 2023 | María                       | Ricky Soemmers   |                                          |
| 2023 | La burbuja                  | Médico           |                                          |
| 2024 | Triangle                    | David            | Cortometraje                             |
| 2024 | Nueve minutos               | Tuki             | Cortometraje                             |
| 2024 | Retratos del apocalipsis    | Sebastián        |                                          |

### Televisión
| Año       | Título                     | Papel             | Notas                            |
| --------- | -------------------------- | ----------------- | -------------------------------- |
| 1988      | Calabromas                 |                   |                                  |
| 1988      | De carne somos             | Manuel            |                                  |
| 1989      | Hombres de ley             | Juan              | Episodio: «Educando a Sebastián» |
| 1990      | Súper clan                 |                   |                                  |
| 1991      | El gordo y el flaco        |                   |                                  |
| 1992      | ¡Grande, pa!               |                   |                                  |
| 1993-1995 | Gerente de familia         | Lucas             |                                  |
| 1994      | Alpiste perdiste           |                   |                                  |
| 1996      | Montaña rusa               |                   |                                  |
| 1997      | Los hermanos Pérez Conde   |                   |                                  |
| 1998      | Las chicas de enfrente     |                   |                                  |
| 1998-1999 | Verano del 98              | Damián Guzmán     |                                  |
| 2000      | Luna salvaje               | Alejo Aguilar     |                                  |
| 2001      | PH, propiedad horizontal   | Marcos Liniers    |                                  |
| 2003      | Costumbres argentinas      | Tomás             |                                  |
| 2004      | Los pensionados            | Omar              |                                  |
| 2005      | Conflictos en red          | Lautaro           | Episodio: «Rota»                 |
| 2005      | Conflictos en red          | Diego             | Episodio: «Guion»                |
| 2007      | Mujeres de nadie           | Octavio           |                                  |
| 2010      | Casi ángeles               | Dr. Kant          |                                  |
| 2011      | Peter Punk                 | Rick              | Episodio: «Hip hip hip»          |
| 2012-2015 | Violetta                   | Pablo Galindo     |                                  |
| 2013-2014 | Taxxi, amores cruzados     | Benito Gómez      |                                  |
| 2016      | Los ricos no piden permiso | Sebastián Yañez   |                                  |
| 2016-2018 | Soy Luna                   | Ricardo Simonetti |                                  |
| 2017      | Las Estrellas              | Sebastián Le Brun |                                  |
| 2017      | En viaje                   | Arthur Lander     | Episodio: «Famoso»               |
| 2022-2023 | Tierra incógnita           | Roberto Dalaras   |                                  |
| 2024      | Terapia alternativa        | Peter             |                                  |

## Teatro
| Año       | Título                     | Papel       | Lugar                                                |
| --------- | -------------------------- | ----------- | ---------------------------------------------------- |
| 2001-2003 | Bésame mucho               | Martínez    | Teatro del Pueblo                                    |
| 2003      | Bizarra                    |             | Centro Cultural Ricardo Rojas                        |
| 2007-2008 | Biónica                    | Marcelo     | Teatro El Piccolino / Teatro 25 de Mayo              |
| 2007-2008 | Testigos                   |             | Teatro del Abasto                                    |
| 2008-2009 | Sin voz                    |             | Teatro del Nudo / Abasto Social Club                 |
| 2009-2010 | Mágica                     | Marcos      | Teatro La Tertulia / Teatro Vera Vera                |
| 2010-2011 | Proyecto vestuarios        | Silvester   | Espacio Callejón                                     |
| 2011-2013 | La edad de oro             | Víctor      | Centro Cultural Ricardo Rojas / Teatro El Extranjero |
| 2011      | Antes que llegue noviembre | Ramiro      | Teatro Código Montesco                               |
| 2012-2013 | Macbeth                    | Menteith    | Teatro San Martín                                    |
| 2013      | Tres criados               | Vicente     | Sala Quinto Deva                                     |
| 2016-2017 | Los ojos de Ana            | Papá de Ana | Espacio Callejón                                     |
| 2017-2018 | Proyecto sade              | Dolmancé    | Centro Cultural San Martín / Teatro El Extranjero    |
| 2017-2018 | El inestimable hermano     | Bernardo    | Espacio Callejón / El Camarín de las Musas           |
| 2019-2021 | El corazón del mundo       | A           | Espacio Callejón                                     |
| 2024-2025 | Hedda García Blaquier      | Anchorena   | Galpón de Guevara                                    |
| 2025      | Matar a un elefante        | Amadeo      | Teatro Nacional Cervantes                            |

## Premios y nominaciones
| Año  | Organización                                                       | Categoría                 | Trabajo                 | Resultado | Ref(s) |
| ---- | ------------------------------------------------------------------ | ------------------------- | ----------------------- | --------- | ------ |
| 2011 | Festival Internacional de Cine y Video Independiente de Nueva York | Mejor actor internacional | El pozo                 | Ganador   | [ 12 ] |
| 2012 | Festival Internacional de Cine de Guanajuato                       | Mejor actor               | El pozo                 | Ganador   | [ 6 ]  |
| 2012 | Premios Teatro del Mundo                                           | Mejor actor               | La edad de oro          | Ganador   | [ 13 ] |
| 2023 | Festival Internacional de Cine Golden Door                         | Mejor actor               | El pozo                 | Nominado  | [ 14 ] |
| 2024 | Premios Sur                                                        | Mejor actor               | Cuando acecha la maldad | Nominado  | [ 15 ] |
| 2024 | Premios Martín Fierro de Cine y Series                             | Mejor actor de drama      | Cuando acecha la maldad | Nominado  | [ 16 ] |
| 2024 | Alianza Latinoamericana de Festivales de Cine Fantástico           | Mejor actor               | Cuando acecha la maldad | Ganador   | [ 17 ] |